# La Ventilla, Guanajuato
La Ventilla är en ort i Mexiko.   Den ligger i kommunen Dolores Hidalgo och delstaten Guanajuato, i den centrala delen av landet, 260 km nordväst om huvudstaden Mexico City. La Ventilla ligger 1 920 meter över havet och antalet invånare är 637.
Terrängen runt La Ventilla är platt åt nordväst, men åt sydost är den kuperad. Runt La Ventilla är det ganska tätbefolkat, med 96 invånare per kvadratkilometer. Närmaste större samhälle är Dolores Hidalgo, 4,6 km norr om La Ventilla. Trakten runt La Ventilla består i huvudsak av gräsmarker.